# 双鹰神捕
《双鹰神捕》，是香港武侠小说家西门丁的代表作品，总计三十四个故事，均由香港《武侠世界》杂志发表。「双鹰」意指故事中兩位主角的外號皆有「鷹」字，即江南总捕头“笑面神鹰”管一见與江北总捕头“神眼秃鹰”沈鹰。

## 创作背景
1978年，西门丁以五万字短篇武侠小说《仇谜》向《武侠小说周刊》投稿，主编黄鹰看后立刻和他联系，不相信这是他的处女作。1980年，西门丁送旅客上飞机之后，在机场买了本《武侠世界》杂志，见上面有征文启事，便利用夜晚休息时间创作八万字武侠小说《小镇风云》投寄。筆名源由：「我家門向西，我在家中排行第四，取名西門丁。」
两个月后，该杂志的编辑郑重先生来电约见，事后要求西门丁一周内再交民国背景和现代背景的短篇小说各一。西门丁如期交稿。郑重见他确有创作才华，便问他能否全职写作，每期给《武侠世界》交一篇二万五千字至三万字的小说，一年后方可写中长篇；如有特别需要再临时增加稿量。（一旦别的作家断稿，由他紧急供稿以保证杂志内容。西门丁的《鬼镇捉妖》就是给朱羽补白而作。）西门丁不想放弃导游工作，只答允按时交稿。
如此两个月之后，西门丁觉得短篇小说无法满足自身创作欲望，抽空完成《双鹰神捕》第一个故事《龙王之死》交给杂志社。“《龍王之死》未曾刊登，我又交了第二個故事，這次他發火了，我連忙解釋，既名雙鷹神捕，又豈能只寫一捕？當「龍王之死」刊登後，我忙交上第三個故事，同時付上解釋：這篇是雙鷹合破一案，他勉強接受說：到此為止。”
郑重当时很不高兴，觉得西门丁违背了“暂时不碰中长篇”的约定。哪知一个月后，读者反响奇佳，郑重竟主动让他构思第四个“双鹰神捕”故事，后来甚至打算让他写满百数。西门丁由此全职创作，但是当他写到“双鹰神捕”第二十五六个故事时，实在觉得乏味，索性在第三十个故事里让双鹰神捕退出江湖。结果《武侠世界》接到大量读者来函、来电，都要求杂志社续登该系列故事，而且其中不少是海外的长期订户。以致《武侠世界》特地宴请西门丁，将厚厚一叠读者来信拿给他看。西门丁被对方说服，答允一年后让双鹰复出，故有《双鹰神捕后传》之作。
福建人民出版社2000年曾推出该系列的简体字版。小说上市后，出版社在南京大学组织活动，请西门丁现场演讲以配合新书销售。当晚南京大学有三场演讲，其中之一是余秋雨，但是来听西门丁演讲的学生越来越多，大家不断提问，竟然让活动超时一小时。江苏省电视台外景队也从余秋雨那边抽调人手，来摄制西门丁演讲的尾声，并于次日到酒店对他进行专访。

## 双鹰本传
- 《龙王之死》
“龙王”项天元暴毙，其三子项平南随即被杀，凶手自称“降龙伏虎”。江南总捕头“笑面神鹰”管一见紧抓蛛丝马迹，层层抽丝剥茧，最终缉获真凶……[3]
  - 《武俠世界》總號1114
- 《虎父犬子》
“江北四秀”楚英南、秦雪岭、虞子清、宋玉箫中的“三秀”突遭盗匪杀害，旋即“金刀大侠”程万里被人点中死穴而亡，“及时雨”应阳天自杀。疑案迭起，扑朔迷离。但终究难逃江北总捕头“神眼秃鹰”沈鹰的神眼……[3]
  - 《武俠世界》總號1122
- 《双鹰会江南》
大江帮的三位帮主在密室聚会，大、三帮主饮酒暴毙，二帮主姚百变匆匆逃逸。大帮主之妻梅傲霜聘管一见缉拿姚，姚则请沈鹰为自己洗脱。两位神捕各为其主，却由是首次联手查案。凶手巧设骗局，使“双鹰”陷入迷宫，但几经斗智斗勇，终于水落石出，真凶竟是……[3]
  - 《武俠世界》總號1126
- 《血洞房》
欧阳庄少庄主与新娘双双被杀于洞房，同时老庄主亦死得不明不白。宾客大哗，其中司马庄少庄主不辞而别而见疑。于是两庄引发火并，司马庄被夷为平地。纵然疑云重重，“神眼秃鹰”沈鹰心思缜密，解开环环死扣，终于侦破案中案。[4]
- 《玉佩疑云》
“江南枪王”皇甫怀义之妻霍水仙被杀；书生传家玉亦遭谋害，且于其房梁上赫然写一“霍”字。案情错综复杂、纷乱无序。皇甫出资白银万两，让其侄儿托管一见破案。案破之时，众人皆诧，凶手竟然就是他……[4]
- 《刺客惊龙》
皇上遭刺客谋害，管一见、沈鹰应召回京护驾。经缜密乔装明查暗探，发现刺客竟是妃子任如花。但线索却因任的猝死而中断。在案情凝滞之际，管、沈抓住杨家堡百余人被害案与红叶山庄之关系，几番血战后终于探明任如花幕后主使者乃是其祖父任四海。[4]
- 《毒计》
风大娘的徒弟高恨天、张仇石、西门怨分别为父报仇。高、张返回时，发觉风大娘已死，丫环梅香被掳。高、张疑师弟已遭不测，在查探究竟过程中屡遭跟踪及暗算，遂请管一见调查。管发现死者是梅香而非师父……[5]
- 《魔障》
关正思、刘志达、张盛林人称“沧州刘关张”。刘、张被仇家杀害。关在探望刘家时发现刘妻及其子女亦全被杀，孔乾坤之女同时被辱。正当孔家以蝴蝶堡非礼而与之恶战时，孔女出现并说明真相。后孔女被杀，亦发现关妻有奸……此凶手引出彼凶手，案情诡谲莫测。[5]
- 《陵墓惊魂》
江南、江北的总捕头组成双鹰神捕队，为武林八大门派查寻其失踪的弟子，并与各派宗师相偕前往咸阳搜索。沿途连遭暗袭；此番出行十分保密，是谁泄密？追查的终点竟是咸阳一座古代帝王陵墓，失踪者是否会暗藏里面？[5]
- 《连环杀》
捕快端木盛办案途中巧遇表妹紫玉霜，一月后端木往青竹山庄探望表妹。其夫熊雄说她因奸情泄露已蒙羞自尽，奸夫即端木盛。端木遂与紫父暗查案情，不料刚有线索熊即死亡。管一见发觉山庄内藏乾坤，案情曲折离奇，疑窦丛生……[6]
- 《玉佛谜》
沈鹰在侦查卓湛父母被害案时，发现卓母房中一尊玉佛，并觉查骆峰蒙面出现在案发地；后骆在与沈交手中身亡。沈在客栈与另一蒙面人打斗时遗失玉佛，而当玉佛失而复得后，在玉佛上显露“少林”两字。凶手是谁？与玉佛有何关系？[6]
- 《泥菩萨》
某人塑一泥菩萨赠沈鹰以报沈为其平冤之恩。沈发现其中藏有炸药。大侠崔一山与司马城无端被官府追杀，却在一大院里躲避时得知有人欲陷害沈鹰。沈在苏党书府上饮迷药酒而被投入监狱，清醒后惊诧管一见亦被关进牢中……[6]
- 《无影针》
杜金鳌与邱春梅水上火并，两败俱伤。杜决定金盆洗手并为女儿菲菲举行订婚礼。订婚日，堂会戏演至中途，某戏子突发一箭将杜射死，该戏子亦当即毙命。菲菲请管一见查案。管验出杜之死乃中毒针所致，但邱否认派人暗杀杜。杜到底被谁所害？[7]
- 《隐身凶手》
沈鹰在侦查“三圣堂”大堂主百空大师被害案时，觉察二堂主雪松子于某夜从杨知府屋顶掠过。“三圣堂”受到飞云寨袭击；但飞云寨并未暗害百空。在一偶然机会，沈听到房梁上有一声音，忽东忽西，神秘莫测，但不见其人……[7]
  - 《武侠世界》總號1168
- 《粉罗刹》
水月山庄庄主陶澎之妻香车夫人被人追杀，庄内又出现“阎罗帖”，于是沈鹰接案调查。途中，沈遇管一见。管说陶已被害，他亦为此调查凶手。香车夫人乃人间尤物，野心又大，且久不见踪影。就在人们怀疑她是凶手之际，她回到山庄……[7]
  - 《武侠世界》總號1172，时名《香车夫人》。
- 《霜葉恨》
红叶庄少庄主范经天遇害，山庄又遭流寇打劫，幸而庄主范长春赶至才免劫难。管一见受聘缉查凶手。按种种迹象，凶手似是管家。但偶从一首霜叶诗上，得知庄主之亡妻红花夫人暗有情夫，而范经天乃情夫所生。凶手究竟是谁呢？[8]
  - 《武侠世界》總號1174；《武侠世界》總號2425重刊，署名高健庭
- 《神玉璧》
少女谷圆月遭人追杀，为沈鹰手下所救。她是侠士袁石的未婚妻。袁、谷二人父亲亡故、母亲被害，袁石又突然失踪。沈鹰对袁、谷之父的死有疑而设计，袁、谷之父果然中计现身，并为神玉璧及嫦娥奔月图发生打斗。[8]
  - 《武侠世界》總號1177
- 《大毒宴》
管一见请沈鹰以义父身份到杭州为门人主持婚礼，并在西湖宴请江湖群豪。不料宾主均中了媚药之毒。峨嵋派掌门无垢师太因其女弟子们失去清白而震怒，管、沈全力查案。查案间，新娘失踪，天香楼伙计遇害……[8]
- 《笔笔恩仇未了情》
彭全书毁董其昌一臂。董苦练十年后约彭决一胜负。彭因妻子临盆在即而分心。决斗时董手下留情，只废其左臂。不料彭妻及接生婆等相继失踪。谁是凶手？嫌疑最大者是彭的好友。但结果却出人意外。[9]
- 《活骷髅》
樊千里一百二十岁时遭人谋杀。廖天高怀疑凶手乃死于“幽冥来客”阎君雄之手。阎送一副白木棺材给廖，并告知当晚报仇。是夜，一红衣骷髅吸尽天心堡许多武士的鲜血，廖亦死于其口。沈鹰终于一一解开死扣，缉获真凶。[9]
- 《白幽靈》
神剑山庄连日受一白色幽灵骚扰，庄人或死或逃，庄几成空。庄主廖铁山紧急求救于沈鹰、管一见。沈、管在山庄亲睹发绿光的飘渺幽灵，并受困于她的种种吓人绝招而束手无策。更奇者是两个廖铁山真假难辨。情节诡异难料，案中案结局出奇。[9]
  - 《武侠世界》總號2449重刊，署名高健庭
- 《失尸记》
田家三兄弟星夜奔驰回家探视病危的父亲，途中突遭袭击。其父发丧时尸体不翼而飞，棺内却留下“虚无宫子虚上人”的字条。接着长袍怪人频频出现，田家两位兄弟旋又失踪。管一见几经惊险，驱散重重疑云，击破处处机关，终于揭发一宗伦理上大悲剧。[10]
- 《泣血鸟》
摘星堡开堡前一天，铁叶帮少帮主叶少煌出其不意地杀死堡主上官凌云，而后被人就走。翌日开堡庆典照常，叶与其父亦赴堡道贺，却矢口否认曾暗杀上官堡主。之后叶又暗杀数人，连其父亦遭他毒手。奇怪的是每次案发之前皆闻一只泣血鸟的鸣叫……[10]
- 《翡翠双姝》
银龙门掌门人温凤仪有两个貌似天仙、聪慧可人的女儿：姐姐翡玉，妹妹翠玉。但红颜多难，翡玉深爱的大师兄突告暴毙，翠玉又突然失踪。沈鹰在查案中发现温凤仪并无悲戚之情。沈最终从一颗朱砂痣查出失踪者并非妹妹而是姐姐，凶手是谁？[10]
  - 《武侠世界》總號2141（第42年第23期）重刊
- 《血洗英雄心》
芜湖城连续发生命案。管一见在调查过程坠入凶手奸计而走向绝路。管先坠入邱春梅的温柔之乡，从此他的每个行动均为对手所掌握而屡战屡败，且被诬成钦犯。管怀疑邱是主谋，但历经峰回路转后，结果却出人意料。[11]
- 《连环案》
沈鹰参加秦天南六十大寿时，接手三件奇案：平安、镇远两镖局联保的四件前朝珍品被掉包三件；楚腾家被窃之黄金数为该城史上之巨；北宫望丢失“斧鬼神工”。就在沈为案情辩证伤神之际，忽闻秦伏尸崖底。经过抽丝剥茧，终于发现秦三公子竟是杀父凶手，进而挖出三件奇案的主谋。[11]
  - 《武俠世界》總號1212（第24年第28期），時名“霧中花”
- 《灭门》
萧志英、赵守道、黄双河、白兆基结为兄弟。后萧以赵诱奸其妻而追杀赵，随即除赵、黄、白三人外，四家人全遭惨害。赵负伤，为“半死老人”所救，并与老人女儿坠入爱河。沈鹰查出这四人之父乃令江湖丧胆的四大舵主；赵父本无嗣；“半死老人”之妻产下双胞胎即被杀，一双幼女亦被掳……[11]
  - 《武俠世界》總號1216（第24年第32期）
- 《青冥钱》
铁剑门掌门人严令坤金盆洗手之夜，有一嘉宾被刺身亡。紧接着又连续发生数宗命案。以上命案现场均留下一张青冥钱，每个受害者均是青冥钱上所列名单之人。入名单之齐云高特聘管一见侦查此案。凶手异常奸诈，连管这样的神捕也九死一生……[12]
- 《血雨红灯》
颜、朱两家大门口被挂红灯后，即于雨夜惨遭灭门，接着又有数家同样遇祸，七个凶手均穿蓑衣、提红灯、脸手血红、状似幽灵。沈鹰调查后发现，凡死难者每家均有一失踪数年的亲人，这是否案情的关键？蓑衣人有何来历，为何下此毒手？[12]
- 《迫虎归山》
祝工资丧妻后娶一妓，迎娶之日新娘突然失踪，现场留有一方绣有“合为一朋”的丝帕，管一见、沈鹰误杀与案情有关的朱虹锋，朱乃千岁谭王义子。管、沈遂被拘禁并押解京师。此案所藏阴谋令管、沈陷于万劫不复之境。[12]

## 双鹰后传
- 《宮廷風雲》
  - 《武侠世界》總號1332（第26年第49期）～？
- 《囊中秘》
- 《麒麟鎖》
  - 《武俠世界》？～總號1388（第27年第48期）
- 《奪屍》
  - 《武俠世界》總號1410（第28年第18期）～總號1417（第28年第25期）